# Parafia Wniebowstąpienia Pańskiego w Osadnem
Parafia Wniebowstąpienia Pańskiego – parafia prawosławna w Osadnem, w archidekanacie dla powiatów: Humenné i Snina, w eparchii preszowskiej Kościoła Prawosławnego Czech i Słowacji.

## Historia
Pierwszymi mieszkańcami wsi Osadné (istniejącej już w XVI w. jako Filarova Voľa, później noszącej nazwy Telepócz, Telepoc, Telepovce) byli prawosławni Rusini. Około 1690 zostali zmuszeni do przyjęcia postanowień unii użhorodzkiej. W 1792 we wsi wzniesiono murowaną, istniejącą do dzisiejszych czasów cerkiew unicką, zbudowaną w miejscu poprzedniej (początkowo prawosławnej).
Odrodzenie wspólnoty prawosławnej w ówczesnych Telepovcach miało miejsce w 1925, w wyniku konfliktu z miejscowym proboszczem greckokatolickim, żądającym wysokich opłat za posługi religijne. Zdecydowana większość parafian dokonała wtedy konwersji na prawosławie; pierwszym duszpasterzem wspólnoty został ks. Alexander Cuglevič z Mukaczewa.
Ponieważ władze czechosłowackie nie wyraziły zgody na budowę we wsi cerkwi prawosławnej, wierni postanowili zbudować mauzoleum upamiętniające żołnierzy poległych w najbliższej okolicy w czasie I wojny światowej, co spotkało się z aprobatą władz. Obiekt (w którego podziemiach znalazło się ossuarium), wzniesiony w latach 1929–1933, zaczął pełnić również rolę świątyni parafialnej (początkowo pod wezwaniem św. Michała Archanioła, obecnie – Wniebowstąpienia Pańskiego).

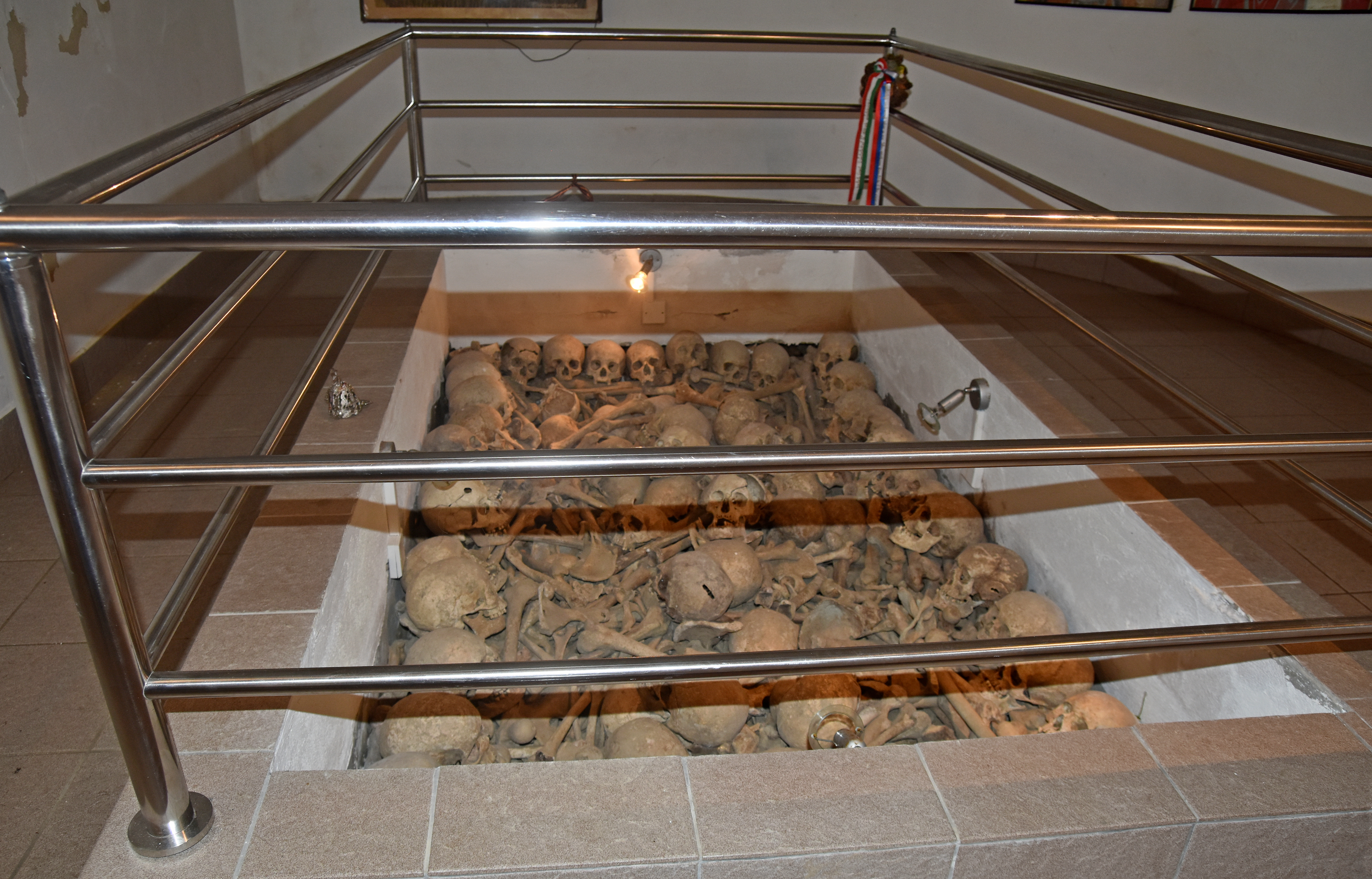
Ossuarium w krypcie cerkwi

Podczas II wojny światowej ks. proboszcz Konstantin Machlajčik ochrzcił w cerkwi około 70 Żydów, dzięki czemu uratował im życie.
W latach 80. XX w. przeprowadzono częściowy remont cerkwi. W latach 2002–2004 ossuarium zostało gruntownie odrestaurowane; od tego czasu jest licznie odwiedzane przez turystów ze Słowacji i z zagranicy.
Proboszcz parafii w Osadnem pełni również posługę w parafii Opieki Matki Bożej w Hostovicach, gdzie w 2008 wyświęcono wolnostojącą cerkiew.

## Wykaz proboszczów
- 1925–1930 – ks. Alexander Cuglevič
- 1930–1944 – ks. Konstantin Machlajčik
- 1945–1950 – ks. Andrej Macko
- 1952–1969 – ks. Peter Piruch
- 1970–1981 – ks. Andrej Glogovský
- 1983–2002 – ks. Mikuláš Petrovka
- od 2002 – ks. Peter Soroka